# Diaphus problematicus
Diaphus problematicus är en fiskart som beskrevs av Parr 1928. Diaphus problematicus ingår i släktet Diaphus och familjen prickfiskar. Inga underarter finns listade i Catalogue of Life.